# Давидович Рувен Лейзерович
Рувен Лейзерович Давидович (нар. 28 листопада 1930, Сороки, Бессарабія, Румунське королівство) — радянський хімік, доктор хімічних наук, професор, головний науковий співробітник Інституту хімії Далекосхідного відділення РАН, завідувач лабораторій12 Заслужений діяч науки Російської Федерації.

## Життєпис
Народився 1930 року в Сороках у родині продавця в магазині тканин, згодом учасника німецько-радянської війни та після війни продавця хлібної крамниці Лейзера Давидовича Давидовича (1901—1979) і домогосподарки, після війни касирки-приймальниці у взуттєвій майстерні Етлі Гершківни Давидович (1907—1981) . До 1940 року навчався в початковій румунській школі і в хедері, а після приєднання Бессарабії до СРСР вступив до четвертого класу єврейської середньої школи з викладанням на їдиші. Втративши роботу, його батьки з молодшою сестрою Броніславою переїхали до Дондешеня(сучасна Молдова), а він залишився жити в Сороках у родичів. З початком німецько-радянської війни сім'я евакуювалася з міста — в Лучинець. Батько був призваний на фронт, а Рувен Давидович з матір'ю та сестрою залишилися в цьому селі і після румунської окупації були інтерновані в гетто, де він перехворів на тиф. Частина в'язнів цього гетто на зібрані єврейською громадою Румунії кошти було переведено до Ботошані, де було звільнено Червоною Армією. Після звільнення Рувен Давидович повернувся до Сорок, де возз'єднався з матір'ю і сестрою, що залишалися в гетто, а в 1946 році після демобілізації до них приєднався й батько.
З 1944 року продовжив навчання в середній школі № 2 імені О. С. Пушкіна в Сороках, де навчався разом із Михайлом Хазіним та Олександром Маркусом, і де вивчив російську мову. У 1955 році закінчив хімічний факультет Кишнівського державного університету. Його перша наукова стаття, заснована на дипломній роботі, була опублікована у 1957 році.
З 1955 року був направлений до Тихоокеанської філії Всесоюзного науково-дослідного інституту рибного господарства та океанографії (ТІНРО) у Владивостоці, за направленням. Спочатку обіймав посаду молодшого наукового співробітника лабораторії консервування сетематеріалів, а з 1957 року старшим науковим співробітником у лабораторії промислової океонографії (завідувач — Гаврило Бірюлін), де почав займатися гідрохімією та складанням стандартів для гідрохімічного аналізу проб води. Взяв участь у тихоокеанських морських експедиціях, а також в експедиціях у районі Берингового моря, що завершилося декількома публікаціями («Гідрохімічні риси південної та південно-східної частин Берингового моря», 1963; Деякі особливості гідрохімічного режиму Берингового моря", 1964).
У 1958 році був зарахований до аспірантури у відділ хімії Далекосхідної філії Сибірського відділення Академії наук СРСР за спеціальністю «Електрохімія», а після реорганізації Далекосхідної філії переведений до лабораторії хімії рідкісних металів. Дисертацію кандидата хімічних наук на тему «Синтез та фізико-хімічні властивості комплексних фторидів ніобію, танталу, молібдену та вольфраму» захистив у 1966 році під керівництвом Юрія Буслаєва, після чого очолив лабораторію фізичних методів дослідження у відділі хімії Далекосхідного відділення АН СРСР, потім лабораторією хімії комплексних сполук там же (1970). Результатом експериментальної роботи цієї лабораторії стало видання трьох атласів фізико-хімічного дослідження комплексних сполук. Докторську дисертацію на тему «Стереохімія та закономірність утворення комплексних фторидів перехідних металів IV—V груп та уранила» Рувен Давидович захистив у 1993 році.
У 1985 році лабораторія хімії комплексних сполук була перейменована на лабораторію хімії рідкісних металів, якою Рувен Давидович керував у 1971—2001 роках .
Основні наукові праці в галузі хімії координаційних сполук, розвинув новий напрямок хімії та стереохімії фторидних та різнолігандних фторацидокомплексних сполук металів III—V груп та уранила .

## Родина
- Сестра — Майя Лазарівна Пєшкова (1946—2021), радіожурналістка, оглядач радіостанції "Ехо Москви «[8] .

## Публікації
- Р. Л. Давидович, Т. А. Кайдалова, Т. Ф. Левчишина, В. И. Сергиенко. Атлас инфракрасных спектров поглощения и рентгенометрических данных комплексных фторидов металлов IV и V групп Периодической системы элементов». М.: Наука, 1972. — 252 с.
- Р. Л. Давидович. Атлас дериватограмм комплексных фторидов металлов III—V групп. М.: Наука, 1976. — 284 с.
- Ю. Я. Харитонов, Р. Л. Давидович, В. И. Костин. Атлас длинноволновых инфракрасных спектров поглощения комплексных фторидов металлов III—V групп и уранила. М.: Наука, 1977. — 284 с.
- Ю. Н. Москвич, Б. И. Черкасов, А. А. Суховский, Р. Л. Давидович. Исследование ионных движений, проводимости и суперионных фазовых переходов в гексафтороцирконатах, гафнатах и титанатах щелочных металлов. Красноярск: ИФ, 1988. — 45 с.
- Р. Л. Давидович. Комплексонаты сурьмы(III) и висмута(III). Владивосток: Дальнаука, 2003. — 194 с.
- Р. Л. Давидович, В. И. Сергиенко. Структурная химия комплексных фторидов титана(IV), циркония(IV) и гафния(IV). Владивосток: Дальнаука, 2016. — 176 с.